# Syncephalis cordata
Syncephalis cordata är en svampart som beskrevs av Tiegh. & G. Le Monn. 1873. Syncephalis cordata ingår i släktet Syncephalis och familjen Piptocephalidaceae.   Inga underarter finns listade i Catalogue of Life.